# Conway (Nuevo Hampshire)
Conway es un pueblo ubicado en el condado de Carroll en el estado estadounidense de Nuevo Hampshire. En el Censo de 2010 tenía una población de 10.115 habitantes y una densidad poblacional de 54,5 personas por km².

## Geografía
Conway se encuentra ubicado en las coordenadas 44°0′21″N 71°3′55″O / 44.00583, -71.06528. Según la Oficina del Censo de los Estados Unidos, Conway tiene una superficie total de 185.61 km², de la cual 179.75 km² corresponden a tierra firme y (3.15%) 5.85 km² es agua.

## Demografía
Según el censo de 2010, había 10.115 personas residiendo en Conway. La densidad de población era de 54,5 hab./km². De los 10.115 habitantes, Conway estaba compuesto por el 96.89% blancos, el 0.33% eran afroamericanos, el 0.4% eran amerindios, el 0.97% eran asiáticos, el 0.04% eran isleños del Pacífico, el 0.23% eran de otras razas y el 1.16% pertenecían a dos o más razas. Del total de la población el 1.05% eran hispanos o latinos de cualquier raza.